# فدریکو دل گروسو
فدریکو دل گروسو (انگلیسی: Federico Del Grosso؛ زادهٔ ۲۴ مارس ۱۹۸۳) بازیکن فوتبال اهل ایتالیا است.
از باشگاه‌هایی که در آن بازی کرده‌است می‌توان به باشگاه فوتبال اینتر میلان، باشگاه فوتبال ارورا پرو پاتریا ۱۹۱۹، باشگاه فوتبال آنکونا، و باشگاه فوتبال ترنانا اشاره کرد.